# Wojny angielsko-afgańskie
Wojny angielsko-afgańskie – seria wojen między Afganistanem i Wielką Brytanią.

## Pierwsza (1839-1842)
Wzrastające wpływy Rosji na dworze Dosta Mohammada bardzo niepokoiły Brytyjczyków. Dążąc do obalenia Dosta wspierali oni byłego emira, który sprzyjał działaniom brytyjskim na rzecz zapewnienia lepszej obrony Indii od północy. W 1839 Dost Muhammad został pozbawiony władzy i uwięziony. Uciekł jednak z więzienia i próbował odzyskać władzę. Powtórnie pojmany został deportowany do Indii. Ostre zimy oraz ciągły opór Afgańczyków zmusiły jednak wojska brytyjskie do opuszczenia Afganistanu w styczniu 1842 roku. Podczas odwrotu Brytyjczycy wpadli w pułapkę i zostali zdziesiątkowane przez afgańskie plemiona. Po wycofaniu się Brytyjczyków Dost Muhammad odzyskał władzę.

## Druga (1878-1880)
Po śmierci Dosta (1863) emirem został jego syn, Szer Ali, który rozpoczął negocjacje z Rosjanami oraz odmówił przyjęcia brytyjskiej misji. Zaniepokoiło to Wielką Brytanię, której wojska w 1878 ponownie wkroczyły do Afganistanu. Szer Ali szukał pomocy u Rosjan, ale ci wsparli go jedynie radą, aby zawarł pokój. W 1879 roku Szer Ali zmarł. Nowym emirem został jego syn, Jakub Chan, który zastosował się do rosyjskiej rady. Zawarł z Brytyjczykami porozumienie, na podstawie którego zrzekł się przełęczy Chajber oraz innych strategicznych obszarów. Wkrótce potem zabity został brytyjski wysłannik, na co Brytyjczycy odpowiedzieli zajęciem Kabulu, z którego nowy emir musiał uciekać. Wojna zakończyła się przejęciem władzy przez wnuka Dosta Muhammada, Abd ar-Rahmana, który bronił interesów brytyjskich i ustanowił silny (jak na afgańskie warunki) rząd centralny.

## Trzecia (1919)
W 1901 roku emirem został Habibullah Chan, który całowicie godził się z brytyjską dominacją. Stanowisko kolejnego władcy z 1919 roku - Amanullaha Chana było jednak przeciwne - ten postanowił uczynić z Afganistanu nowoczesne, wolne państwo - początkowo również wolne od obcych wpływów. Jego ambicje zagrażały należącym do Brytyjczyków Indiom, co wywołało kolejną wojnę z Wielką Brytanią. Krótki konflikt zakończył się traktatem z Rawalpindi, w którym Brytyjczycy uznali niezawisłość Afganistanu w sprawach wewnętrznych i zagranicznych. Okazało się jednak, że do tej pory całkowicie zależne państwo - teraz wolne - potrzebuje reform, na które jednak nie zgodzili się teolodzy - Amanullah Chan pomimo swoich dokonań zmuszony został opuścić kraj.